# Frengo
(Frengo (Antonio Albanese), Mai dire Gol, 1993)
Frengo e Stop, semplicemente noto come Frengo, è un personaggio televisivo immaginario creato dal comico Antonio Albanese per il programma Mai dire Gol.

## Descrizione
Frengo è un eccentrico telecronista, deejay, ballerino ed ultrà del Foggia. Frengo è appassionato della filosofia dell'allenatore del Foggia Zdeněk Zeman. Spesso, utilizza espressioni molto dialettali, come "mazz't", "sparpacelloun" o "recchie de gomm".
Nel film Tutto tutto niente niente del 2012, Frengo è un consumatore abituale di marijuana che gestisce un villaggio turistico in Puglia, che viene messo al parlamento con l'ex sindaco di Marina di Sopra Cetto La Qualunque e il politico separatista Rodolfo Favaretto per prendere il posto di alcuni parlamentari uccisi "misteriosamente".

## Creazione del personaggio
Albanese ha raccontato in un suo spettacolo che lui creò Frengo dopo aver visto una puntata di 90º minuto, in cui l'allenatore del Foggia, ai tempi il ceco Zdeněk Zeman, diceva che avevano perso una partita perché "loro han segnato un gol e noi no." Albanese si innamorò subito di Zeman, e, insieme all'amico foggiano Nicola Rignanese, si diresse verso lo stadio Pino Zaccheria. I due attori chiesero le indicazioni per lo stadio ad un passante, che in stretto dialetto foggiano rispose:
Albanese, avendo questi elementi d'ispirazione, creò finalmente il personaggio di Frengo. Frengo apparve per la prima volta in televisione in Mai dire Gol il 4 ottobre 1993.